# Хаджипаункьой
Хаджипаункьой или Хаджи Паункьой (на турски: Şevketiye) е село в Мала Азия, Турция, Вилает Балъкесир.

## История
В 19 век Хаджипаункьой е едно от селата на малоазийските българи.
Българското население на Хаджипаункьой се изселва през 1914 година.